# شیخ محمدخان بستکی
شیخ محمد خان بستکی ملقب به شیخ محمد بزرگ (۱۱۱۳–۱۱۹۷ ه‍.ق) فرزند شیخ عبدالقادر بستکی از حاکمان بستک و جهانگیریه در جنوب ایران بود که در حفظ تمامیت ارضی ایران در جزایر و بنادر خلیج فارس با اعراب که قصد تجزیه جزایر و بنادر ایران داشتند جنگید.
شیخ محمد خان یکی از پسران شیخ عبدالقادر بستکی که همزمان با حکومت برادرش شیخ محمد سعید در لار او نیز در بستک از دوره افشاریه و سال‌هایی از دوران زندیه از سوی دولت مرکزی بر منطقه جهانگیریه که قلمرو آن شامل شهرستان عباسی، جزایر قشم هنگام و هرمز، ارستان و ناحیه شیبکوه و لنگه بوده‌است فرمانروایی کرده‌است. شیخ محمد خان بعدها به شیخ محمد خان بزرگ و شیخ محمد دیده‌بان معروف گردید. شیخ محمد ۴۸ سال از عمر خود را بر خلاف اجدادش که در زاویه‌ها گذراندند در جنگ و حکومت به‌سر برده‌است.

## تبارنامه
شیخ محمد بن عبدالقادر بستکی، شیخ حسن بستکی، شیخ محمد کبیر، شیخ ناصر الدین، شیخ محمد، شیخ جابر، شیخ اسماعیل رابع، شیخ عبدالغنی، شیخ اسماعیل ثالث، شیخ عبدالرحیم عفیف الدین، شیخ عبدالسلام خنجی، شیخ عباس، شیخ اسماعیل ثانی، حمزه، احمد، محمد، هارون، مهدی، مرشد، محمود، احمد، علی، مبارک، عبدالسلام، سعید، عبدالغنی، طلحه، احمد، اسماعیل، سلیمان، محمد علی، عبدالله (حَبر الأُمَة) ابن عباس بن عبدالمطلب القرشی بن هاشم بن عبد مناف. مادرش دختر شیخ محمد بن شیخ اسحق بن شیخ یوسف.

## زندگی
شیخ محمد خان بستکی فرزند شیخ عبدالقادر در ماه صفر سال ۱۱۱۳ هجری قمری در قضیه بستک متولد شد تحصیلات مقدماتی در مدرسه دینی پدرش طی کرده و مدتی تحت تعلیمات عمویش شیخ عبدالرحمن بستکی بوده چند سالی نیز در دارالعلم شیراز علوم عربیه اعم از معقول و منقول قرار گرفت، در فصاحت زبان عربی و فارسی و نفوذ کلام و خوش نویسی نسخ و نستعلیق معروف دوره خود بوده به تیراندازی و اسب سواری و شکار علاقه فراوانی داشت.

## آغاز حکومت مشایخ بنی عباسی
مشایخ بنی عباسیان و فرزندان آنان که متصدی اداره امور مردم بوده‌اند با آنکه اصالتاً عرب بوده‌اند ولی پس از ورود در ایران خود را ایرانی دانسته و در تمام ادوار تاریخ و زندگی پیرو آرمانهای شاهدوستی و میهن دوستی و مطیع دولت مرکزی بوده‌اند حتی برای پیروزی ایران در جنگ‌ها به قفقاز هم نیرو فرستاده‌اند و کشته داده‌اند. در بنادر جنوب با اعراب متجاوز جنگیده‌اند.
پس از فوت شیخ عبدالقادر که مصادف بود با اواخر دورهٔ سلطنت صفویه و هجوم و سلطنت افغان‌ها و بالاخره ظهور نادر شاه که در تمام این احوال عامل اصلی و محرک واقعی جنگ و ستیزها اختلاف مسلکی شیعه و سنی بود شیخ محمد بستکی و شیخ محمد سعید بستکی بدخالت به امور حکومتی آغاز کردند این دو نفر فرزندان شیخ عبدالقادر از نفوذ روحانی پدرشان که یک نوع تسلط روحی بزرگی برمردم بستک و جهانگیریه ایجاد کرده بود استفاده کامل نمودند و بعلل سیاسی زمان و شاید هم برای انتقامجوئی از کسانیکه موجب فرار آنان از خنج که جوار جد اعلایشان حاج شیخ عبدالسلام خنجی بود، شده بودند یا به‌عنوان مبارزه مسلکی شیعه ویا بقول نویسنده:
«تاریخ جهانگیریه» برای حفظ جان و مال جماعت تسنن در برابر هجوم شیعیان نفوذ خودرا بسط دادند تا آنجا که شیخ محمد سعید به حکومت لار رسیده و شیخ محمد خان بزرگ حاکم جهانگیریه و آن حدود گردید.
بدین ترتیب مشایخ بنی عباسی که بقول ابن بطوطه چنان‌که در سفرنامه خود سفرنامه ابن بطوطه نوشته‌است: از زیادی زهد و پرهیزکاری و کثرت عبادت و دوری از مردم اندام علیل و زرد رنگ داشته و آزار مخلوقات را جرم می‌پنداشتند، فرزندانشان زاویه‌ها را رها کرده و در میدان‌های جنگ و کشتار درآمدند جزئیات این تحولات باشرح حال شیخ محمد سعید بستکی و شیخ محمد خان بزرگ روشن می‌گردد.

## متن فرمان کریمخان زند به شیخ محمدخان بستکی
فرمان عالی شد آنکه عالیجناب قدسی الالقاب شیخ المشایخ العظام مخلص عبودیت فرجام شیخ محمد بستکی بتوجهات خاطر عالی امیدوار بوده بداند که در این وقت از فرط شفقت وعنایت دربارهٔ آن عالیجناب بموجب فرمان علی‌حده عبور و مرور و خروج بندر مبارکه عباسی و بنادر متعلقه به آن وبیاتات ابراهیمی و وجه نقدی عیسین «ایسین» و ماهان را به مبلغ چهارهزار تومان بربری از ابتدای هشتماهه هذالسنه مقاطه آن عالیجناب تعهد و تمسک مبلغ مذکور را کتاب خیریت اکتساب دفترخانه آن عالی جاهان شیخ محمد صادق و شیخ سمیع، ولدان آن عالیجناب نموده که بدون ادعای کسر و نقصان بنحویکه در فرمان مقاطعه قید شده‌است مهیا سازی و بخزاین دیوانی نمایند، آن عالیجناب بنحو مقرر وجه مزبور را از ابواب جمع خود دانسته با عموم عابر و مترد دین بوجه احسن سلوک داشته در آبادی و معموری محمدی «ایسین» و ماهان لوازم سعی بعمل آورده و در این باب بعالیجاه حاجی آقا محمدخان بموجب فرمان علی‌حده مقرر فرموده‌ایم که گلایط و سنکار و رغایم و سفاین دیوانی که نزد مشارٌ‌الیه می‌باشد به آن عالیجناب بسپارد و قبض بازیافت بنماید و می‌باید آن عالیجناب سنکار و رغایم و گلایط مزبور را که عالیجاه مشارٌ‌الیه به عالیجناب می‌رساند مرمت نموده که من بعد منظور نظرعالی است که خدمات عظیم را بعهده آن عالیجناب مقرر فرمائیم.
فی شهر صفر ۱۱۸۳ یأمن هومن رجاء کریم

## تاخت و تاز قواسم در خلیج فارس و استمداد بنی معین قشمی از شیخ محمدخان بستکی
در اواخر سلطنت صفویه که رو به انقراض می‌رفت طائفه قواسم یا آل قاسم که اصلاحاً آن را «جواسم» می‌خوانند از صحرای عربستان نجد به سواحل عمانات مهاجرت کرده و در محلی بنام جلفار (رأس الخیمه) کنونی حکومت اختیار کردند، رئیس این قبیله شیخ راشد و صقر بن رشید در مراحل اول فقط در دریا تاخت و تازی داشته و کشتی‌های مال التجاره و بعد چند کشتی بزرگ انگلیسی و خارجی را نیز در حوالی هرمز غارت کردند، پس از لشکر کشی‌های نادر شاه و به آب انداختن کشتی‌های جنگی در خلیج فارس و تسخیر بنادر عمانات تا مسقط، که تا هنوز آثار برج و بارو و توپهای متعدد «نادری» در آنجاها باقی است و طوایف اعراب آن حدود تنبیه و تسلیم گردیدند، دیگر قدرت تجاوزی نداشتند، ولی همینکه خبر قتل نادرشاه واغتشاش کشور ایران را شنیدند، مجدداً به تاخت و تاز خود و غارتگری کشتی‌ها در دریا ادامه داده و در سال ۱۱۶۵ هجری قمری شیخ حسن و شیخ عبدالله بنی معین مشایخ جزیره قشم و هرمز از تجاوزات آنان تا حدی جلوگیری کرده و چندین نفر از جواسم و کشتی و محصولات مسروقه را قریب باسعیدوی قشم دستگیر و به جزیره قشم بردند، بنابراین شیخ صقر بن رشید آل جاسم، بدوهای اعراب را جمع‌آوری کرده و چندین فروند کشتی مجهز به آب انداخته و غفلتاً به جزیره قشم حمله برده و آبادیهای قشم را گرفته و پس از زدوخورد زیاد شیخ حسن بنی معین از طریق بندر باسعیدوی قشم فرار و به بندر مهتابی (پروغار) پیاده شدند و از طریق دژگان بطرف قلعه دیده‌بان رفته و از شیخ محمدخان حاکم بستک و بندرعباس، استمداد خواست که در اخراج اعراب و استرداد جزیره مساعدت نماید، شیخ محمدخان نیز با جمعیت کثیری از تفنگچیان شیراز عرب و عجم بی‌درنگ حرکت کرده و از دژگان عده پانصد نفری را بفرماندهی حسن خان بستکی به بندرعباس گسیل داشت که از آنجا با کشتی‌های مجهزتر و جمعیت زیادتری به جزیره قشم حمله کرده و به کمک او برسند، و خود از بنادر مهتابی و خمیر و لافت و لارک به دستجات مختلف با کشتی و بلم‌های کوچک حرکت کرده و در بندر باسعیدوی قشم پیاده شده و هرجا کشتی‌های اعراب و جواسم را مشاهده کردند متصرف و به بندر خمیر فرستادند و خود با تفنگچیان که از چهار طرف به جزیره پیاده شده بودند بطرف آبادیهای جزیره حرکت کرده یکی پس از دیگری اموال را، از اعراب جواسم گرفتند و به جزیره قشم که در تصرف جواسم بود حمله برده پس از زدوخورد جمعیت اعراب را درهم شکسته و فرار را برقرار اختیار کردند و کشتی‌های خود را به دریا انداخته متواری شدند و در نتیجه قشم و کلیه دهات تابع جزیره به تصرف شیخ محمدخان درآمد.

## متن قرارداد
متن قراردادی که پس از حمله قواسم به بندر لنگه و مقابلهٔ شیخ محمد خان بستکی با آنان بسته شد
قرار بر این شد که آل قاسم در بندر لنگه و اطراف با اخذ تعهد و پرداختِ مالِ دیوانی آسوده باشند، البته به شروط زیر:
- اول_ طایفه قواسم از تعرض و تاخت و تاز در دریا دست بردارند.
- دوم_ از تجاوزات سایر اعراب خوارج و دسته ای که از ساحل عمانات به ساحل بنادر ایران حمله می‌کنند جلوگیری نمایند.
- سوم_ هر یک از اعراب به این حدود مهاجرت کنند رعیت ایران باشند و تبعیت دولت شاهنشاهی را قبول نمایند.
- چهارم_ به جزیره قشم تجاوز نکنند و با مشایخ عرب بنی معین روابط حسنه داشته باشند.
- پنجم_ مشایخ جواسم لنگه تابع حکومت بستک و جهانگیریه باشند.

## قلعه دیده‌بان
قلعه دیده‌بان یکی از محکمترین قلعه‌های جهانگیریه بوده‌است. آثار این دژ بزرگ برفراز «قلهٔ کوه انجیره» باقی مانده‌است. شیخ محمد بستکی در مواقع انقلاب، اغتشاش و هرج ومرج کشور مسکن خانواده و مرکز فرمانروائی خود انتخاب کرده و قریب ۲۰ سال در آن قلعه به موجب فرمان‌های نادرشاه و کریم خان زند امور حکومتی بستک و جهانگیریه و بندرعباس و بندر لنگه و جزایر را کاملاً اداره می‌کرد و سراسر این منطقه امنیت و عدالت را برقرار ساخت، با وجودیکه امورات دیوانی (مالیات) و مراجعات عمال دولت مرکزی انجام می‌داد ولی هیچوقت با مأمورین حکومت مرکزی حضوراً نمی‌گرفت و نزدیک نمی‌رفت فقط یک یا دو فقره بحضور نادرشاه و کریمخان زند رسیده بود. حتی چندبار کریمخان زند او را برای ملاقات احضار و تأکید کرده بود که قلعه را تخلیه و ترک نماید و به بستک برگردد، به عذری موجه نپذیرفته‌است. شیخ محمد خان مدت ۲۰ سال از فرمانروائی‌اش در این قلعه سپری نموده‌است.

## فرزندان و نوادگان
- هادی خان[۱]
- محمد رفیع خان
- احمد خان ملقب به احمدخان بزرگ
- شیخ محمدخان
- مصطفی خان
- احمدخان ملقب به احمدخان شهید
- محمد رفیع خان
- محمد تقی خان ملقب به (صولت الملک)
- محمد رضا خان ملقب به (سطوت الممالک)
- محمداعظم خان

## وفات
شیخ محمد پس از ۴۷ سال فرمانروایی بستک و جهانگیریه در سن ۸۴ سالگی در رمضان سال ۱۱۹۷ هجری در بستک درگذشت و جنازه او به گچویه منتقل و در جوار پدرش شیخ عبدالقادر بستکی مدفون گردید.